# Pseudocymus giffardi
Pseudocymus giffardi är en insektsart som beskrevs av Van Duzee 1936. Pseudocymus giffardi ingår i släktet Pseudocymus och familjen Cymidae. Inga underarter finns listade i Catalogue of Life.